# Windows Mobile 6.5
Windows Mobile 6.5 là bản cập nhật tạm thời cho Windows Mobile 6.1 nhằm thu hẹp khoảng cách giữa phiên bản 6.1, xuất hiện vào năm 2008 và sau đó sẽ được phát hành Windows Phone 7.
Nó chưa bao giờ là một phần trong lộ trình điện thoại di động ban đầu của Microsoft và được cựu giám đốc điều hành Steve Ballmer mô tả là "không phải là bản phát hành đầy đủ Microsoft muốn" (sau này trở thành Windows Phone 7). Ballmer cũng chỉ ra rằng công ty "làm hỏng với Windows Mobile", than phiền rằng Windows Mobile 7 vẫn chưa có sẵn và nhóm Windows Mobile cần phải cố gắng bù lại tổn thất. Microsoft công bố phiên bản này tại Mobile World Congress 2009 vào tháng 2, và một số thiết bị đã được cung cấp cùng với nó. Nó được phát hành cho các nhà sản xuất vào ngày 11 tháng 5 năm 2009; các thiết bị đầu tiên chạy hệ điều hành đã xuất hiện vào cuối tháng 10 năm 2009. Một số điện thoại được phân phối chính thức với Windows Mobile 6.1 có thể được cập nhật chính thức lên Windows Mobile 6.5. Bản cập nhật này bao gồm một số tính năng mới được thêm vào đáng kể, chẳng hạn như GUI được tân trang lại, màn hình Hôm nay mới giống với trình phát của Zune của Microsoft với các nhãn có thể cuộn theo chiều dọc (được gọi là 'Titanium'). WM6.5 cũng bao gồm trình duyệt Internet Explorer Mobile 6, với giao diện được cải thiện.
Cùng với Windows Mobile 6.5, Microsoft công bố một số dịch vụ điện toán đám mây có tên mã là "SkyBox", "SkyLine", "SkyMarket" "SkyBox" đã được xác nhận là điện thoại của tôi, trong khi "SkyMarket" đã được xác nhận là Windows Marketplace dành cho thiết bị di động. Phiên bản này được thiết kế chủ yếu để sử dụng ngón tay dễ dàng hơn. Một số người đánh giá đã lưu ý rằng giao diện không nhất quán, với một số ứng dụng có các nút nhỏ khiến chúng khó thao tác hơn khi chỉ sử dụng ngón tay. Mặc dù phiên bản Windows Mobile này về cơ bản không hỗ trợ màn hình cảm ứng nhưng các nhà sản xuất thiết bị di động vẫn có thể sử dụng chúng trên thiết bị của họ.